# Grzegorz Kosok
Grzegorz Kosok (Katowice, 2 marzo 1986) è un ex pallavolista polacco nel ruolo di centrale.

## Carriera

### Club
La carriera di Grzegorz Kosok inizia a livello giovanile col Będzin. Inizia la carriera professionistica nella stagione 2005-06 col Płomień Sosnowiec, col quale gioca tre campionati caratterizzati da una retrocessione ed una rapida risalita dalla serie cadetta alla massima serie. Nell'annata 2008-09 si trasferisce quindi al Jadar Radom dove rimane per una stagione e mezza, passando quindi nel gennaio 2010, nel corso della stagione 2009-10, all'Asseco Resovia: resta nel club di Rzeszów un altro quadriennio aggiudicandosi due campionati e una Supercoppa polacca.
Nella stagione 2014-15 viene ingaggiato dallo Jastrzębski Węgiel, mentre in quella successiva approda al Łuczniczka Bydgoszcz, facendo poi ritorno alla formazione di Jastrzębie-Zdrój nell'annata 2016-17, dove rimane per un altro triennio prima di tornare ancora una volta all'Asseco con cui disputa il campionato 2019-20 e la prima parte di quello successivo; nel dicembre 2020 però passa nuovamente allo Jastrzębski Węgiel per sostituire l'infortunato Łukasz Wiśniewski, chiudendo la stagione con la vittoria dello scudetto.
Nel settembre 2021 annuncia il termine della propria carriera agonistica.

### Nazionale
Nel 2011 debutta nella nazionale polacca, ottenendo il terzo posto prima alla World League e poi al campionato europeo; l'anno seguente si aggiudica la World League. Chiude la carriera con 61 caps.

## Palmarès

### Club
- Campionato polacco: 3

2011-12, 2012-13, 2020-21
- Supercoppa polacca: 1

2013

### Nazionale (competizioni minori)
- Memorial Hubert Wagner 2012